# قصر المعاشيق
قصر المعاشيق الرئاسي هو مقر ومقر إقامة رئيس الجمهورية اليمنية في عدن. يقع على الواجهة البحرية في عدن، في مديرية كريتر.

## التاريخ
من عام 1970 إلى عام 1986، كان القصر مبنى استقبال رئاسي في جمهورية اليمن الديمقراطية الشعبية، ثم في عام 1986، قرر علي سالم البيض، الأمين العام للحزب الاشتراكي اليمني وزعيم جنوب اليمن، استخدامه كقصر رئاسي.
بعد توحيد البلاد، أصبح القصر قصرا رئاسيا. وأصبح مقر إقامة الرئيس عبد ربه منصور هادي بعد أن غادر إلى عدن كجزء من الحرب الأهلية اليمنية.
في أبريل 2015، كجزء من معركة عدن، احتل الحوثيون القصر لفترة وجيزة، ثم انسحبوا منه في نهاية المطاف مع بداية عملية عاصفة الحزم.
في أكتوبر 2015، تم تجديد القصر، بعد تعرضه لأضرار في القتال.